# Handball-Oberliga Baden-Württemberg der Männer 2017/18
Die Handball-Oberliga Baden-Württemberg 2017/18 wurde unter dem Dach der Handballverbände Baden, Südbaden und  Württemberg organisiert und ist die höchste Spielklasse des Verbundes. Die Oberliga – BW  ist nach der Bundesliga, der 2. Bundesliga und der 3. Liga eine der vierthöchsten Spielklassen im deutschen Handball.

## Saisonverlauf
Die Handball-Oberliga Baden-Württemberg 2017/18 war die achtzehnte Ausspielung dieser Handballliga.

### Modus
Sechzehn Mannschaften spielten eine Vor- und Rückrunde. Nach Abschluss der daraus resultierenden Spieltage sind Meister und Vizemeister in die 3. Liga aufgestiegen und die letzten vier Mannschaften in die Verbandsligen abgestiegen.

## Teilnehmer
Nicht mehr dabei waren die Auf- und Absteiger der Vorsaison. Neu hinzukamen die Absteiger (A) der 3. Liga und die Aufsteiger (N) aus den Verbandsligen.

Handballverband Baden

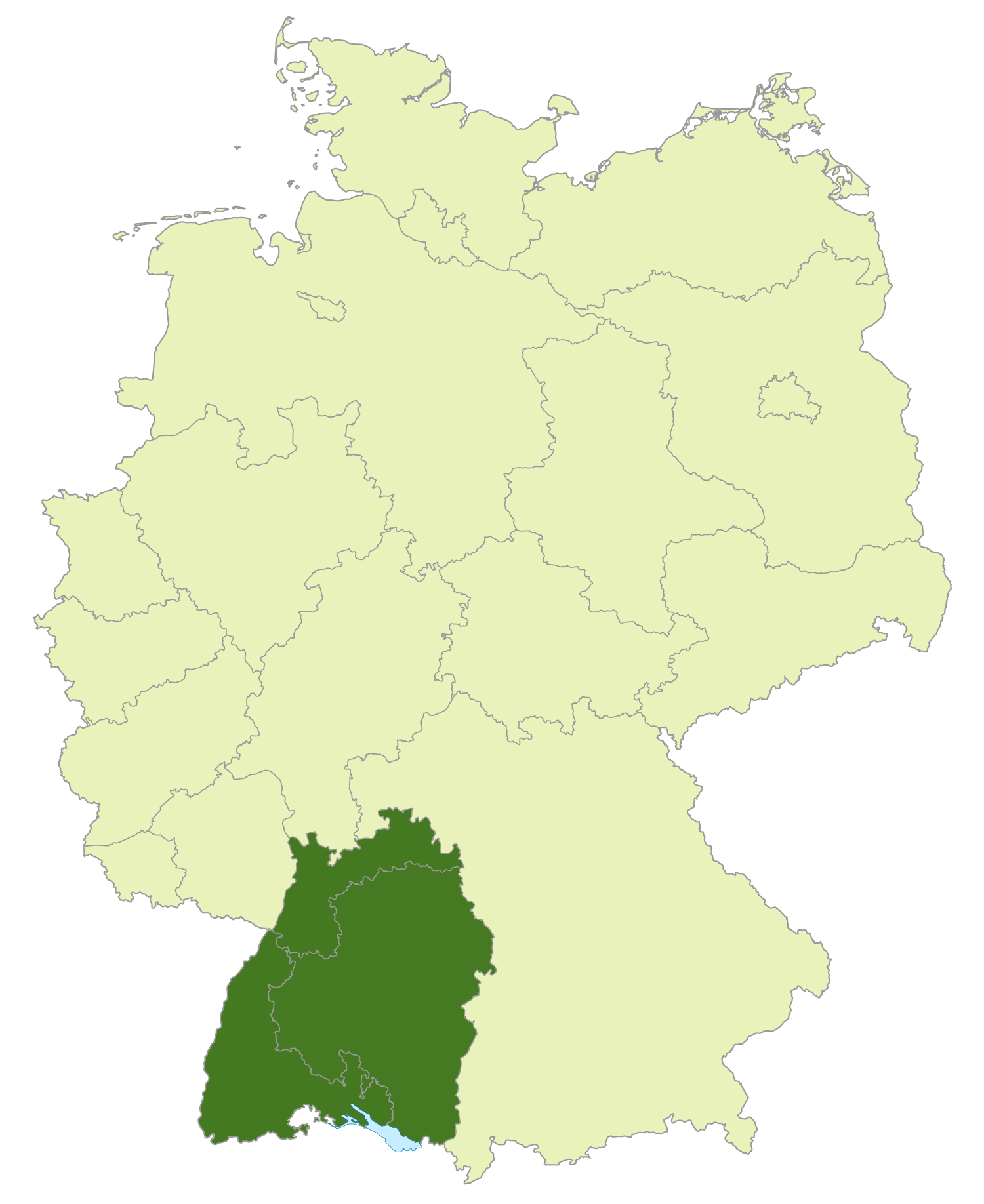
Bereich Handball-Oberliga
Baden-Württemberg

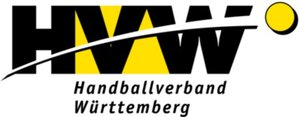
Handballverband Württemberg

### Abschlussplatzierungen
|  1. TV Sandweier 1907  2. TV 08 Willstätt - 3. SG Pforzheim/Eutingen (A) - 4. SG H2Ku Herrenberg - 5. TSV 1866 Weinsberg - 6. TV 1887 Plochingen - 7. TV Weilstetten (N) - 8. Neckarsulmer SU (N) - 9. TSG Söflingen - 10 TuS Steißlingen (N) - 11 SV Remshalden (N) - 12 TSV 1899 Blaustein  13. SG Lauterstein  14. TSV Deizisau  15. TSB Schwäbisch Gmünd  16. TSV Amicitia Viernheim (N) |

(A) = Absteiger aus der 3. Liga (N) = neu in der Liga
  Meister und Aufsteiger zur 3. Liga 2018/19
  Vizemeister und Aufsteiger zur 3. Liga 2018/19
- Für die Oberliga 2018/19 qualifiziert